# Clubiona modesta
Clubiona modesta là một loài nhện trong họ Clubionidae.
Loài này thuộc chi Clubiona. Clubiona modesta được Ludwig Carl Christian Koch miêu tả năm 1873.